# Mosquito Mosquera
Francisco Eduardo Mosquera Zapata (Quito, 13 de septiembre de 1957), más conocido como Mosquito Mosquera, es un actor de teatro ecuatoriano.

## Carrera

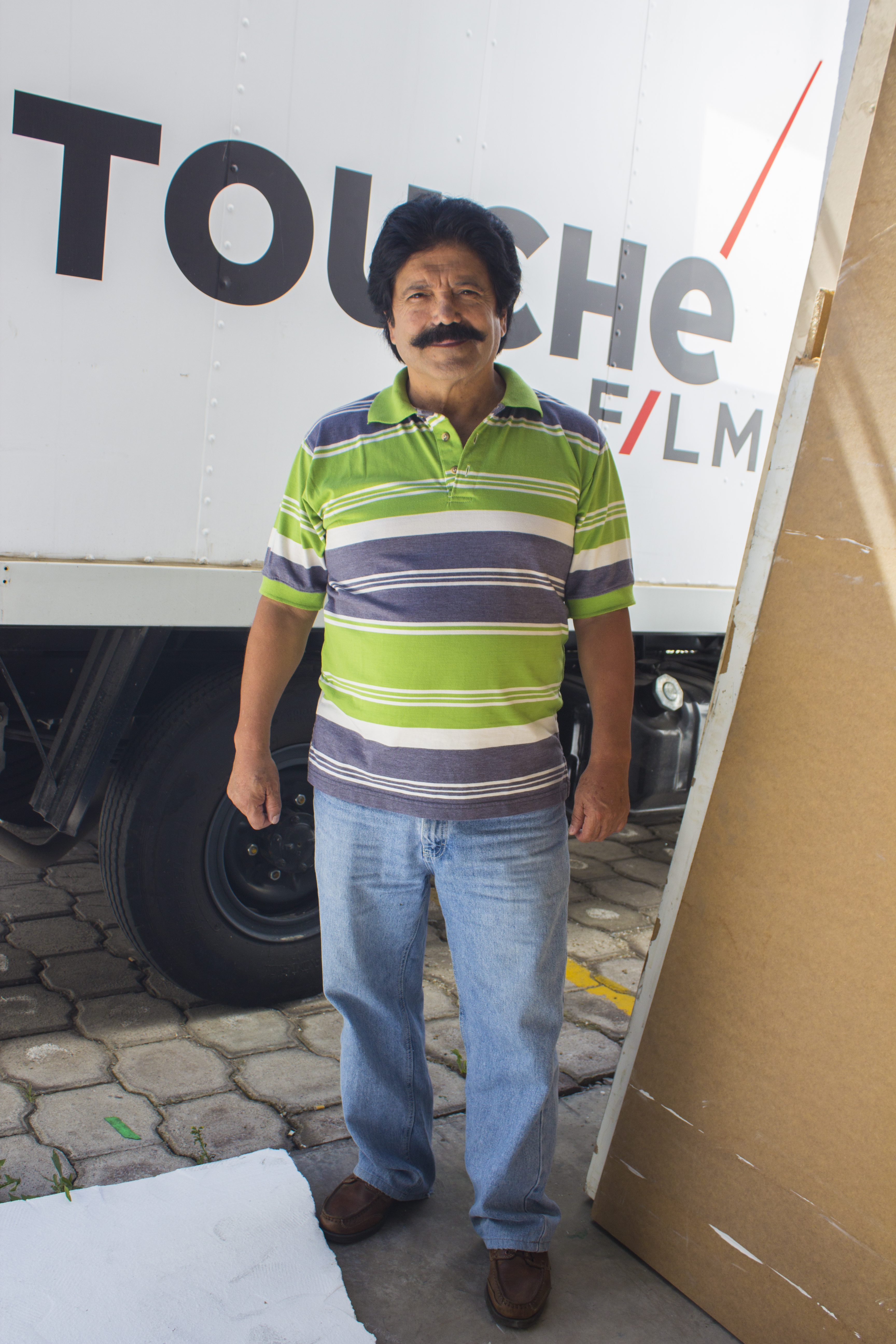
Mosquito Mosquera en las instalaciones de Touché Films en 2016.

Eduardo Mosquera inició su carrera artística como actor de teatro en 1981. El personaje por el cual es más conocido y al que se debe su nombre artístico es el Cabo Mosquito, quien surgió luego de la realización de una tarea para la Facultad de Artes de la Universidad Central del Ecuador, representando el estereotipo de agente de policía ecuatoriano, que ha interpretado tanto en teatro como en televisión, destacando además en programas cómicos como Dejémonos de Vainas, Ni en Vivo Ni en Directo, Vivos, Superespías, Calle amores, entre otros.
En el teatro ha montado obras como Qué badulaques (1998), Cholo soys (2000), Piedras en sus bolsillos (2002), A la bio a la bao, Tempo Clown (2012), entre otras, junto con el actor europeo Christoph Baumann. Con el grupo teatral Vereda, participó en el Festival Internacional de Mimo en Argentina, y viajó a países como Colombia, Uruguay, Estados Unidos y Brasil.
En 2010 fue parte de la película Zuquillo Exprés.
Junto a Christoph Baumann también ha participado del elenco actoral de varios sketches de Enchufe.tv, serie web que lo llevaría en 2019 a participar de la película Dedicada a mi ex.

## Filmografía

### Televisión
- (1991-1999) Dejémonos de vainas - Cabo Mosquito "Rangalido"
- (2003) Historias Personales
- (2006-2007) Superespías
- (2015) Enchufe.tv (serie web, varios personajes)
- (2019) Calle amores - Jorge Elías “Yayo” Paz

### Cine
- (2010) Zuquillo Exprés - Wilmer "coyotero"
- (2013) Ya no soy Pura
- (2019) Dedicada a mi ex